# سیارک ۲۶۵۰۷
سیارک ۲۶۵۰۷ (به انگلیسی: 26507 Mikelin، نامگذاری:2000CC29)۲۶۵۰۷مین سیارک کشف شده‌است که در ۰۲ فوریه ۲۰۰۰ کشف شد.